# Clara Oswald
Clara "Oswin" Oswald é uma personagem fictícia criada por Steven Moffat e interpretada por Jenna Coleman na série britânica de ficção científica Doctor Who. Clara foi uma acompanhante do Décimo primeiro e Décimo segundo Doutores (interpretados por Matt Smith e Peter Capaldi, respectivamente).
Clara é apresentada inicialmente ao público durante a primeira metade da 7ª temporada como três pessoas distintas, embora com nomes semelhantes, vivendo em épocas diferentes. As duas primeiras encarnações, Oswin Oswald e Clara Oswin Oswald, morrem durante o episódio em que aparecem. A terceira encarnação torna-se companheira do Doutor, viajando com ele no resto da temporada, enquanto o Doutor tenta descobrir o mistério de suas múltiplas vidas. Ela continua a viajar com o Doutor nas duas temporadas seguintes, fazendo sua última aparição no especial de natal de 2017 "Twice Upon a Time".

## Histórico

### Infância
Clara Oswald nasceu em 23 de Novembro de 1989 em Lancashire, Inglaterra. Seu primeiro encontro com Doutor, ocorreu quando ainda uma criança, ao chutar uma bola acidentalmente em sua cabeça, em um parque.  Clara sempre estava perdendo suas coisas: seu "melhor lápis", sua mochila, sua avó e o seu mojo, o qual ela conseguiu achar. Sempre que perdia algo, ela ia para um lugar tranquilo, fechava os olhos e imaginava onde poderia estar. Certa vez, ela encontrou o Doutor e o conselhou a em encontrar sua amiga (sem saber que ele estava falando dela).
Em 05 de março de 2005 Ellie Oswald faleceu, Clara foi confortada por seu pai, Dave, enquanto o Doutor a observava de longe. 

### Tornando-se uma babá
Após o termino da universidade, Clara queria viajar e conhecer os 101 lugares do livro de sua mãe. No entanto, antes de sua viagem, ela passou uma semana como babá para as crianças Artie e Angie Maitland, mas com a morte da Sra. Maitland, Clara sentiu-se no dever de retribuir o favor e ajudar as crianças, cancelando sua viagem. Nessa época Clara recebeu de Missy, uma mulher que trabalhava em uma loja de informática, o numero do telefone do Doutor, no qual Missy disse ser o melhor suporte técnico do universo.

### Viajando com o Doutor
Apesar de não saber utilizar com a internet, Clara tentou conectar à Internet, sem conseguir entrar ela teve que ligar para o suporte técnico. Clara acabou encontrando em contato com o Doutor e graças a senha rycbar123 ("Run you clever boy and remember"), o Doutor a reconheceu e foi busca-lá. Os dois acabam enfrentando a Grande Inteligência e no final eles começam a viajar juntos uma vez na semana. 

### O Novo Emprego
Após deixar seu trabalho de babá, Clara conseguiu um emprego de Professora no Colégio Coal Hill. Foi na escola que Clara conheceu outro professor Danny, e após alguns encontro começaram a namorar. Clara manteve a vida do Doutor em segredo para Danny, mas um dia ele descobriu, e pediu para Clara escolher entre ele e o Doutor. Clara passou a mentir para Danny, dizendo que não mantinha mais contato com o Doutor. Após descobrir as mentiras de Clara, Danny pediu para ela contar tudo, mas só quando ela estivesse pronta para dizer. Quando Clara resolve contar, Danny é atropelado e acaba morrendo. Mais tarde Clara e o Doutor descobrem que Danny e outros humanos foram ressuscitados como Cyborgues por Mestre/Missy para dominar o Mundo. Porém Clara tornou a perder Danny quando ele e os demais Cyborgues sacrificam-se para impedir o plano de Missy, culminando com suas almas/mentes presas em uma outra dimensão.  
Após a morte de Danny, Clara resolve deixar o Doutor, após acreditar que o Doutor encontrou Gallifrey. E o Doutor deixa ela ir, ao pensar que Danny estava vivo e Clara estava feliz com ele.

### Morte
Depois que seu amigo Rigsy ligou para a TARDIS dizendo ter visto uma tatuagem no seu corpo que não tinha feito (um número que ia de contagem regressiva até zero), Clara e o Doutor resolvem ajudá-lo. Quando descobriram que a tatuagem era minutos de vida que restavam a Rigsy, eles acharam uma rua alien secreta no centro de Londres. Ao chegarem lá, acharam Eu - que agora respondia como Prefeita Eu. Descobriram que a tatuagem era uma Sombra Quântica. Quando o número chegasse ao zero, significaria que o tempo acabara, e um corvo vinha e matava a pessoa. Clara obrigou Rigsy a passar a Sombra Quântica para ela por estar sobre proteção de Eu. Porém, não se engana a morte; essa era a regra. O Corvo matou Clara e o Doutor foi teletransportado para um castelo.
O Doutor então, nesse castelo, que era uma câmara de confissões dos Senhores do Tempo, consegue completar o desafio e chega ao seu destino: Gallifrey. Em seu planeta natal, ele usa a alta tecnologia de sua espécie para trazer Clara de volta no último momento de sua vida, só lhe restando um batimento cardíaco. Pelas regras, o Doutor teria que devolver Clara no momento de sua morte, mas se recusa a fazer tal ato. Eles fogem de Gallifrey após roubarem uma TARDIS.
Com medo de os Senhores do Tempo conseguissem achar Clara através de suas memórias com o Doutor e a mandassem de volta para sua morte, o Doutor planeja tirar todas as memórias de Clara e deixá-la num ponto seguro na Terra. Clara, que descobre seu plano, usa os óculos sônicos do Doutor para reverter a polaridade do objeto que ele usaria para tirar suas memórias. Sendo assim, quando o Doutor aperta o botão, ele é quem esquece dela. Clara e Eu, que assistira tudo, deixam o Doutor na Terra ao lado de sua TARDIS. Clara entra então na outra TARDIS, onde Eu a aguarda.
Porém, como sua morte é um ponto fixo no tempo, Clara um dia teria que voltar para Gallifrey e morrer. Ela irá ter que fazer isso um dia. Mas, ela resolve ir "pelo caminho mais longo", tendo suas próprias aventuras com Eu antes disso.

## Outras Versões

### Oswin Oswald
Em uma de suas vidas, ela passou por Oswin Oswald. Oswin era Gerente Entretenimento Junior da Starship Alaska. Quando o Alaska caiu na Asilo dos Daleks, Oswin escapou por um poço para os níveis mais baixos do Asilo, onde foi encontrada e capturada pelos detentos Dalek. Ao contrário dos outros membros da tripulação do Alaska, que foram parcialmente convertido pelos nano genes em fantoches Daleks, Oswin foi totalmente convertido devido a sua excepcionalmente e elevada inteligência. Devido ao horror do que tinha acontecido com ela, Oswin criou um mundo de sonho para a sua mente humana esquecer a verdade.
Um ano depois, Oswin ajudou o Doutor, Amy Pond e Rory Williams a encontrar uma passagem segura através do Asilo Dalek. Mais tarde, ela limpou a memória sobre Doutor dos Daleks. O Doutor tentou resgatá-la, até que ele a encontrou e descobriu que ela era um Dalek. 
Oswin baixou as defesas do asilo para que o Parlamento dos Daleks pudesse destruir o planeta e pediu ao Doutor se lembrar dela como o ser humano que ela era uma vez. Ela provavelmente morreu quando os Daleks destruiram o Asilo. Quando Amy, Rory e o Doutor escapou ao Parlamento, eles descobriram que Oswin tinha apagado as memórias sobre o Doutor de todos os Daleks no Parlamento, bem como os detentos Daleks no Asilo.

### Clara Oswin Oswald
Em outra vida, Clara Oswald apareceu como uma garçonete e governanta na Londres do século XIX.
Clara nasceu em 23 de novembro de 1866 na Inglaterra vitoriana. Ela alegou que seu nascimento ocorreu atrás do relógio do Big Ben, e que o local foi responsável por seu "agudo senso de tempo." Em 1892, ela estava trabalhando como garçonete no The Rose & Crown. Ela também mantém uma vida secreta (com um sotaque diferente) como "Senhorita Montague", uma governanta que cuida da família Latimer.

### Clara (Time Lady)
Em Gallifrey, Clara trabalhava como técnico de mecânica em uma oficina de conserto de Tardis, ela aparece para ajudar o Doutor (William Hartnell) a roubar a Tardis. Anos mais tarde, Clara cruza com o Doutor (Tom Baker), mas ele não percebe a presença dela, seguindo seu caminho ("The Name of the Doctor").

### Clara (outras versões)
- Clara apareceu em Iceworld, colônia espacial de comércio no lado escuro do planeta Svartos, onde o Doutor (Sylvester McCoy) estava pendurado em um precipício.

- Na década de 1970, Clara encontra com dois Doutores (Patrick Troughton e Paul McGann) em uma praia na California, na Inglaterra, ela encontra o Doutor (Jon Pertwee) em uma estrada.

## Habilidades
Oswin e Clara Oswald são notáveis suas brilhantes habilidades de hacker. Clara ganhou a habilidade ao ser carregado por um Spoonhead (The Bells of St. John). As habilidades de hacker de Oswin foram tão grande, que ela conseguiu invadir o parlamento dos Daleks, e apagar as lembranças do Doutor de todos os Daleks do universo (Asylum of the Daleks).  
Todas as encarnações de Clara eram muito boas em cuidar de crianças. Sua encarnação vitoriana poderia mudar seu sotaque facilmente e foi capaz de desempenhar o papel de garçonete e governanta (The Snowmen).
Clara é hábil no uso de armas e é uma boa estrategista. Ela poderia usar qualquer coisa ao seu redor a seu favor, como quando ela sugeriu reduzir um cabo elétrico em um fosso (Nightmare in Silver).

## Aparência
Clara era muito bonita e atraiu a atenção de Latimer e Porridge. Kizlet e Emma Grayling também se referiu a ela como muito bonita,o Doutor notou que ela tinha uma pele bonita e mostrou que ele estava atraído por ela quando disse: "Um mistério envolto num enigma espremido numa saia, que é só um pouquinho... apertada" e sorriu, feliz depois (TV: Nightmare in Silver).
As características de Clara incluí o cabelo moreno, geralmente mantidos solto, mas, ocasionalmente, amarrado em um rabo de cavalo ou coque. Ela também tinha grandes olhos redondos e castanhos. Ela usava uma variedade de jóias, incluindo anéis, pulseiras, colares e brincos. Vestidos eram seu principal item de vestuário, juntamente com calças, jaquetas e saias.
O Doutor se referia a ela como sendo pequena, embora ela rebatia ele, dizendo que ela era da altura média e que o Doutor era longo e pegajoso (Livro: Shroud of Sorrow)

## Curiosidades
- A Original Clara Oswald nasceu em 1989, mesmo ano que a série clássica de Doctor Who foi cancelada. Sua mãe morreu em 5 de março de 2005, dia em que o primeiro episódio da série moderna, "Rose", foi vazado, semanas antes da exibição original.

- A lápide da Clara vitoriana afirma que ela nasceu em 23 de novembro de 1866 e morreu em 24 de dezembro de 1892, ou seja, ela não só compartilhou a mesma data de nascimento de Doctor Who, como ela também tinha 26 anos quando morreu. Isto é, a mesma idade de Doctor Who quando foi cancelada em 1989.

## Apresentação e desenvolvimento
Em 21 de março de 2012, foi anunciado que Jenna Coleman iria substituir Karen Gillan e Arthur Darvill como co-protagonista da série. Ela fez o teste para o papel em segredo, fingindo que era para algo chamado Men on Waves, um anagrama para "Sétima mulher". O produtor executivo e escritor Steven Moffat a escolheu para o papel porque ela trabalhou melhor ao lado de Matt Smith e poderia falar mais rápido do que ele. Coleman nunca tinha visto Doctor Who antes de sua audição, e observou "The Eleventh Hour" e "completamente caiu no amor pelo show". Ele afirmou que sua personagem será diferente de companheiros anteriores, que ele tentou manter os detalhes de sua personagem em segredo até que ela estreou no especial de Natal. Em "Asylum of the Daleks", Coleman aparece como a personagem Oswin Oswald, um segredo que foi mantido do público antes da transmissão. Coleman foi originalmente dado o papel de uma governanta vitoriana chamada Jasmine, e em seguida, para a segunda audição foi dada tanto os personagens de Oswin e Clara. Ela pensava que os produtores estavam procurando o personagem certo, mas depois percebeu que era parte do "plano de mistério" de Moffat. Coleman atuou em cada versão do personagem, como indivíduos com "confiança de que haveria uma recompensa" para seu mistério.
Moffat sentiu que a introdução de um novo companheiro fez "o show se sentir diferente" e trouxe a história de "um novo começo" com uma pessoa diferente a encontro do Doutor. A produtora executiva Caroline Skinner comentou que sua introdução permitiu o retorno da série a um "Doctor Who mais no formato clássico". Smith disse que Clara era diferente de sua antecessora Amy Pond (Gillan), que permitiu ao público ver um lado diferente do Doutor. Moffat disse que Coleman traz "uma velocidade e sagacidade e uma qualidade impressionante que faz a dança do Doutor um pouco mais difícil" Coleman declarou que seu personagem "tem o seu próprio" e era competitivo com o Doutor, fornecendo "um duplo ato agradável". Com o seu lugar na narrativa da série, Clara tinha a intenção de despertar do Doutor uma "curiosidade no universo e dá-lhe o seu mojo de volta". No que diz respeito da relação de Clara com o Doutor, Coleman disse: "Tem sido interessante como ela mudou o Doutor de Matt. Háum salto natural entre eles, e um flerte e atração. Mas, de novo, eles sempre tem este atrito, porque eles são um pouco magnéticos e atraídos um pelo outro, mas ela não consegue entendê-lo. Ele tem cargas de segredos e ele está sempre olhando para ela, tentando entendê-la". A dinâmica entre Katharine Hepburn e Spencer Tracy foi uma influência sobre Coleman e Smith.

## Recepção
Nick Setchfield da SFX elogiou a estreia surpresa e eficaz de Coleman como Oswin em "Asylum of the Daleks". Ele escreveu, "Coleman traz graça e provocação, e enquanto ela inicialmente parece um arquétipo familiar de Moffat, todas as rachaduras sarcásticas sobre o queixo do Doutor e linhas descartáveis a cerca de experimentação sexual... há uma profunda vulnerabilidade lá também, o que torna o seu destino final neste episódio genuinamente o coração espetado. Michael Hogan, escrevendo para o The Daily Telegraph, também achou sua estreia promissora e descreveu-a como "encantadora de uma forma mista - um pouco como uma morena, com mais curvas, menos irritante que Fearne Cotton".
Reintrodução do personagem como Clara em "The Snowmen" recebeu críticas positivas dos críticos. Dan Martin do The Guardian escreveu: "O golpe de mestre por trás introdução surpresa de Jenna-Louise Coleman é que nos fez querer ver mais dela antes de Karen Gillan. O mesmo foi atrevido, auto-confiante e Clara ganhou um lugar em nossos corações desde o início"... Setchfield chamou de "menos de menos comerciante que [Oswin], mas Coleman faz dela igualmente vencedora - corajosa, inteligente em uma química muito promissora com Matt Smith". Matt Risley do IGN sentiu que a Clara "superou sua estreia já bombástica com um caráter tanto totalmente formado e absolutamente imprevisível". Ele elogiou o mistério em torno dela e de sua independência e, comentando que ela parecia ser a "antítese" de Amy Pond como ela era "uma garota que vai esperar por ninguém". O crítico da Radio Times Patrick Mulkern admitiu que ela tinha "encontrado uma Oswin impertinente de pouco vestido", mas ele estava "completamente conquistado" por Clara e Coleman em "The Snowmen". Neela Debanth do The Independent sentiu que a morte de Clara em "The Snowmen" fez o episódio "um pouco provocativo" e definir-se a questão de que a Clara seria uma viajante. Ao contrário de Mulkern, ela favoreceu a versão de Oswin, descrevendo-a como "muito mais divertida e graciosa".